# Andreas Schröders
Andreas Schröders (* 1967 in Mönchengladbach) ist ein deutscher Film-, Fernseh- und Theaterschauspieler.

## Leben
Schröders absolvierte seine Ausbildung von 1991 bis 1995 an der Otto-Falckenberg-Schule in München und war Ensemblemitglied an verschiedenen deutschsprachigen Bühnen, darunter das Nationaltheater Mannheim, Schauspiel Bonn, Schauspielhaus Zürich und  von 2013 bis 2017 die Schaubühne am Lehniner Platz.
Neben der Bühnentätigkeit hat er auch in heimischen und internationalen Kino- und Fernsehproduktionen mitgewirkt, so beispielsweise in Tatort: Du bleibst hier, Absolute Giganten, Polizeiruf 110, Rammbock,  oder in Oh Boy, 3 Engel für Charlie (2019) und Nightlife.

## Filmografie
- 1998: Das Trio (Kinofilm)
- 1999: SK Kölsch (Fernsehserie, Folge Endstation Köln)
- 1999: Absolute Giganten (Kinofilm)
- 1999: Post Mortem – Beweise sind unsterblich (Fernsehserie, Folge Grenzenlose Liebe)
- 2006: Lutter: Essen is’ fertig (Fernsehreihe)
- 2007: Wilsberg: Die Wiedertäufer (Fernsehreihe)
- 2007, 2011, 2024: SOKO Köln (Fernsehserie, verschiedene Rollen, 3 Folgen)
- 2008: Der Baader Meinhof Komplex (Kinofilm)
- 2009: Der Staatsanwalt (Fernsehserie, Folge Der perfekte Mord)
- 2009: Kommissar Stolberg (Fernsehserie, Folge Die Tote vom Fluss)
- 2009–2022: Stralsund (Fernsehreihe) → siehe Episodenliste
- 2009: Die Nonne und der Kommissar – Todesengel
- 2010: Rammbock (Kinofilm)
- 2010: Der Meisterdieb
- 2010: Goethe!
- 2011: Die Pfefferkörner (Fernsehserie, Folge Die Erbschaft)
- 2011, 2018: SOKO Wismar (Fernsehserie,  verschiedene Rollen, 2 Folgen)
- 2012: Oh Boy (Kinofilm)
- 2012: München 72 – Das Attentat
- 2012: Mensch Mama!
- 2012–2013: Ein Fall für die Anrheiner (Fernsehserie, 2 Folgen)
- 2013: Polizeiruf 110: Zwischen den Welten (Fernsehreihe)
- 2013: Unsere Mütter, unsere Väter (Fernsehdreiteiler)
- 2014: Stromberg – Der Film (Kinofilm)
- 2014: Weiter als der Ozean
- 2014: Helen Dorn: Das dritte Mädchen (Fernsehreihe)
- 2014: Ein starkes Team: Der Freitagsmann (Fernsehreihe)
- 2014: Rico, Oskar und die Tieferschatten (Kinofilm)
- 2014: Mord mit Aussicht (Fernsehserie, Folge Der letzte Vorhang)
- 2015: Der Lehrer (Fernsehserie, Folge Sex? Wir? Pff!)
- 2015: Die Kanzlei (Fernsehserie, Folge Eine böse Falle)
- 2015: Im Zweifel (Fernsehfilm)
- 2017: Großstadtrevier (Fernsehserie, Folge Hunde, die bellen)
- 2017: 4 Blocks (Fernsehserie, 4 Folgen)
- 2017: Tatort: Der wüste Gobi (Fernsehreihe)
- 2019: Schnitzel de Luxe
- 2019: Frau Jordan stellt gleich (Fernsehserie, Folge Femen und Feuerwehr)
- 2019: Tatort: Angriff auf Wache 08
- 2019: 3 Engel für Charlie (Charlie’s Angels)
- 2020: Das Geheimnis der Freiheit
- 2020: Nightlife
- 2021: Das Weiße Haus am Rhein (Fernsehzweiteiler)
- 2022: Sayonara Loreley (Fernsehfilm)
- 2023: Tatort: Du bleibst hier
- 2023: Düstersee
- 2024: Der Fall Marianne Voss
- 2024: Tatort: Es grünt so grün, wenn Frankfurts Berge blüh’n
- 2024: Marie Brand und die lange Nase
- 2024: Die Ermittlung
- 2025: SOKO Leipzig (Fernsehserie, Folge "Blutlinie")